# Openluchttheater Caprera
Het Openluchttheater Caprera, ook wel simpelweg Caprera en bij opening het Openluchttheater Bloemendaal genoemd, is een openluchttheater in de Noord-Hollandse gemeente Bloemendaal. Het theater ligt in een afgegraven zandkuil in het Wandelpark Caprera, vlak bij het Kopje van Bloemendaal. De ingang bevindt zich aan de Hoge Duin en Daalseweg 2. Het theater en omliggende wandelpark worden beheerd door Stichting Caprera Openluchttheater – Wandelpark. Het terrein dat door deze stichting wordt beheerd maakte in het verleden deel uit van de buitenplaats Caprera, dat aan de Brederodelaan ligt. Het betreft een gemeentelijk monument.

## Omschrijving
Het theater heeft een capaciteit van zo’n 1100 bezoekers. Het speelvlak is 30 meter breed en 15 meter diep. Het wordt vanwege zijn ligging op een duinpan omschreven als een van de meest iconische theaters van Nederland.

## Geschiedenis
Op 1 september 1948 werd het Openluchttheater Caprera geopend met de voorstelling Don Quichot op de bruiloft van Kamacho" van Pieter Langendijk in de regie van Louis Saalborn. Het theater werd aangelegd in een zandkuil die was ontstaan door afgraving van duingebied ten behoeve van woningbouw. De initiatiefnemer tot de bouw van dit theater was wethouder Dries van Geluk, naar wie tevens het door hem geïnitieerde Wethouder van Gelukpark is vernoemd.
In 2000 is het theater ingrijpend gerenoveerd naar ontwerp van het architectenbureau ONX uit Hoofddorp. Met deze renovatie werd het speelvlak overdekt met een doek van polyester. Na de renovatie werd de naam van het openluchttheater gewijzigd in Caprera.

## Litratuur
- Openluchttheaters in Nederland door Eric Alexander en Nico van der Krogt. Uitgave Walburg Pers, 2011